# Phreatia gillespiei
Phreatia gillespiei är en orkidéart som beskrevs av Paul J. Kores. Phreatia gillespiei ingår i släktet Phreatia och familjen orkidéer. Inga underarter finns listade i Catalogue of Life.